# Night after night (U.K.)
Night after night was tussen 1979 en 1999 het enige officieel uitgebrachte livealbum van U.K.. Voor het album werden opnamen gebruikt van concerten van mei en juni 1979 gehouden in de Nakano Sun Plaze en Nippon Seinenkan, beide in Tokio, Japan. Het album kwam er volgens Jobson en Wetton op verzoek van Polydor Japan. Livealbums waren in die jaren zeer populair in Japan; denk ook aan Live at Budokan van Cheap Trick. Polydor USA sloot zich bij dat verzoek aan en het album werd wereldwijd uitgebracht. Voor de Verenigde Staten kon het album vervolgens dienen als ondersteuning van U.K.’s concertreeks in de Verenigde Staten, alwaar ze in het voorprogramma speelden van Jethro Tull. Night after night betekende tevens de zwanenzang van U.K. al volgden in de 21e eeuw nog enkele reünieconcerten. In Nederland was men de band tijdens uitgave al grotendeels vergeten. OOR's Pop-encyclopedie (versie 1982) noemt U.K. alleen als voetnoot bij het lemma Bill Bruford, oerlid van U.K. maar al vertrokken voor de vastgelegde concertreeks.  
In de nasleep van U.K. ging Jobson bij Jethro Tull spelen; Wetton kwam een aantal jaren later met Asia. Het album werd opgenomen in de boxset Ultimate collector’s edition uit 2016, waarbij het album werd uitgebreid tot twee cd’s.
Het album kent twee nummers die niet op de studioalbums zijn verschenen: Night after night en As long as you want me here.

## Musici
- Eddie Jobson – toetsinstrumenten en elektrische viool
- John Wetton – basgitaar, zang
- Terry Bozzio – drumstel, percussie

## Muziek
| Nr. | Titel                                        | Duur |
| --- | -------------------------------------------- | ---- |
| 1.  | Night after night (Jobson, Wetton)           | 5:21 |
| 2.  | Rendezvous 6:02 (Jobson, Wetton)             | 5:17 |
| 3.  | Nothing to lose (Jobson, Wetton)             | 5:25 |
| 4.  | As long as you want me here (Jobson, Wetton) | 5:00 |

| Nr. | Titel                                       | Duur |
| --- | ------------------------------------------- | ---- |
| 1.  | Alaska (Jobson)                             | 4:21 |
| 2.  | Time to kill (Jobson, Wetton, Bill Bruford) | 4:17 |
| 3.  | Presto vivace (Jobson)                      | 1:12 |
| 4.  | In the dead of night (Jobson, Wetton)       | 6:22 |
| 5.  | Caesar’s Palace blues (Jobson, Wetton)      | 4:56 |

As long as you want me here staat niet op een van beide studioalbums van de band. 